# Lata (Amerikanisch-Samoa)
Der Berg Lata auf der samoanischen Insel Taʻū im Südpazifik erreicht eine Höhe von 963 m, nach anderen Quellen 966 m und ist somit die höchste Erhebung sowohl der Manuʻainseln als auch Amerikanisch-Samoas.
Der Berg liegt im Osten der Insel und ist Bestandteil des Nationalparks von Amerikanisch-Samoa. Er ist großteils von dichten Wäldern bedeckt. Die Klippen an der Steilküste südlich des Lata werden zu den höchsten der Welt gezählt.
Taʻū ist der Rest der Spitze eines Schildvulkanes, dessen halbe Caldera in das Meer abgerutscht ist. Im Osten des Randes dieser Caldera liegt der Lata, welcher aus Vulkanit besteht.